# Diana Bacosi
Diana Bacosi (13 de julho de 1983) é uma atiradora esportiva italiana, campeã olímpica.

## Carreira
Diana Bacosi representou seu país nas Olimpíadas de 2016, na prova de Tiro nos Jogos Olímpicos de Verão de 2016 - Skeet feminino conquistando a medalha de ouro. Nos Jogos Olímpicos de Verão de 2024, em Paris, conquistou o ouro na competição do skeet misto por equipes, ao lado de Gabriele Rossetti.